# Naughty Girl
«Naughty Girl» —literalmente en español: «Chica traviesa»— es el cuarto y último sencillo del álbum Dangerously in Love de Beyoncé, lanzado durante el segundo cuarto del 2004.
Escrita por Beyoncé Knowles, Scott Storch, Robert Walker, Angela Beyince, Donna Summer, Peter Belotte y Giorgio Moroder, "Naughty Girl" es una canción R&B producida por Scott Storch y la misma Beyoncé Knowles, con muestras del éxito "Love to Love You Baby" de Donna Summer.

## Información de la canción
La canción fue reconocida en los premios ASCAP por recibir el premio de "Escritura del Año", compartida por Beyoncé, Scott Storch, Robert Walker, Angela Beyince y Donna Summer, y el premio "Mejor Performance" en el 2005 por el remix con Lil Flip.
La canción contiene muestras de "Love to Love You Baby" origininalmente de Donna Summer, escrita por Summer, Peter Belotte y Giorgio Moroder. "Naughty Girl" fue originalmente planeado como el primer sencillo de Dangerously in Love, mas se estimó que la canción no tenía el potencial suficiente para ser debut de Beyoncé como solista, al mismo tiempo, no se treansformó en un éxito. La canción fue reemplazada por "Crazy in Love" como primer sencillo.
Sobre el condimentado ritmo de medio oriente, Beyoncé declara que se siente sexy y quiere oír su nombre de la boca de su amante, entonces insinúa sus deseos carnales como ofrece la segurenecia "tonight I’ll be your naughty girl" (en español: "esta noche seré tu chica traviesa").
La canción fue cover en el 2006 por Richard Cheese and Lounge Against the Machine, incluida en el álbum Silent Nightclub.

## Video musical
El video musical para "Naughty Girl" fue dirigido por Jake Nava, quien se hizo famoso por dirigir los videos musicales de "Crazy in Love" y "Baby Boy", los primeros sencillos de Beyonce. El vídeo se remonta a los glamourosos días de Hollywood, con Beyoncé y su reparto vestidos con antiguas ropas, con glamourosos trajes y peinados. Como el título de la canción lo indica, Beyoncé juega un rol de chica traviesa en varias atractivas secuencias, pudiendo ser vista con grandes copas de champán, y bailando de forma seductora con Usher mientras está siendo observado por Chilli.
El vídeo comienza con Beyoncé que realiza una rutina de baile, rodeada por una pared de espejos y luego detrás de una cortina blanca, que revela sólo su silueta. Entonces se ve a Beyoncé entrar en un club con un peinado y con ropas diferentes, acompañada de sus amigas. Ella y Usher se divisan. Ambos se encuentran en la pista de baile, y bailan íntimamente, antes de que Beyoncé realicé una rutina de baile acompañada de sus bailarinas. Después Beyoncé canta una muestra de la canción "Love to Love You Baby" de Donna Summer, mientras juguetea con de un vaso lleno de champán. En la escena final, Beyoncé tiene otro nuevo look y procede a sentarse en un piano, después del levantamiento de un señor, ella comienza a bailar y a arrojar confetí por todas partes.
El vídeo musical fue muy popular, en el Total Request Live de MTV el vídeo llegó al retiro en el "Hall de la Fama" de TRL tras alcanzar el top diez durante cincuenta días, que es el máximo período. El vídeo ganó un premio en la categoría de "Mejor Video Femenino" en los Video Music Awards del 2004, venciendo a Toxic de Britney Spears, premio que ya había ganado anteriormente con Crazy in Love, con el que venció a Dirrty de Christina Aguilera.

## Listas
Como cuarto sencillo de Dangerously in Love las expectativas se vieron disminuidas para "Naughty Girl", pues la canción no rindió como se esperaba lo hiciera en las listas. Alcanzó la posición #3 en el Billboard Hot 100, fallando en alcanzar el número #1 como "Crazy in Love" y "Baby Boy". También falló en alcanzar el top dos del Hot R&B/Hip-Hop Songs como los anteriores tres sencillos, alcanzando sólo el número ocho.
La canción también fue un éxito en ventas (debido al lanzamiento en formato sencillo en CD) y alcanzó el número uno en el Hot 100 Singles Sales y en el Hot R&B/Hip-Hop Singles Sales. Digitalmente hablando, "Naughty Girl" fue un éxito también en el Hot Digital Tracks, alcanzando la cuarta posición, mientras un remix de la canción, con la colaboración musical de Lil' Flip, se las arreglaba también en la lista. Durante ese tiempo, las descargas digitales no contribuían al posicionamiento de la canción en el Hot 100. A pesar de todo, Beyoncé se certificó de un sencillo de oro digital por la venta de más de 200.000 copias digitales.
| Lista (2004)                              | Máxima Posición |
| ----------------------------------------- | --------------- |
| EE. UU. Billboard Hot 100                 | 3               |
| Billboard Hot R&B/Hip-Hop de EE. UU.Songs | 8               |
| Billboard Hot Digital Tracks de EE. UU.   | 4               |
| Billboard Hot Dance Club Play de EE. UU.  | 1               |
| EE. UU. Billboard Rhythmic Top 40         | 1               |
| German Singles Chart                      | 16              |
| Argentina Singles Chart                   | 14              |
| Australia ARIA Singles Chart              | 9               |
| Austria Singles Chart                     | 29              |
| Europe 200 Singles & Tracks               | 8               |
| Chilean Singles Chart                     | 5               |

| Lista (2004)                       | Máxima Posición |
| ---------------------------------- | --------------- |
| Costa Rica Top 40 Singles Chart    | 3               |
| French Singles Chart               | 18              |
| Irish Singles Chart                | 14              |
| Japanese Singles Chart             | 40              |
| Mexican Singles Chart              | 18              |
| New Zealand RIANZ 50 Singles Chart | 6               |
| Dutch Top 40                       | 10              |
| Poland Singles Chart               | 1               |
| UK Singles Chart                   | 10              |
| Swiss Singles Chart                | 18              |

## Versiones oficiales
- «Naughty Girl» [Part 2] (con Jae R)
- «Naughty Girl» [A cappella]
- «Naughty Girl» [Instrumental]
- «Naughty Girl» [Calderone Quayle Club Mix - Edit]
- «Naughty Girl» [Calderone Quayle Club Mix]
- «Naughty Girl» [Calderone Quayle Naughty Dub]
- «Naughty Girl» [Calderone Fierce Ruling Diva's Whore Dipped in Honey Mix]
- «Naughty Girl» [Remix - Acapella] (con Lil' Flip)
- «Naughty Girl» [Remix] (con Lil' Flip)
- «Naughty Girl» [Remix] (con Graph)
- «Naughty Girl» [Remix] (con Lil' Flip & Stack Bundles)
- «Naughty Girl» [Remix] (con Lil' Kim)
- «Naughty Girl» [DMS12 Mix]
- «Naughty Girl» [Jones & Impure Vibelicious Remix]
- «Naughty Girl» [Jones & Impure Vibelicious Remix - Edit]
- «Naughty Girl» [Junior's World Re-Edit Mix]
- «Naughty Girl» [Junior's Feeling Like an Orchid]
- «Naughty Girl» [Junior's World Mixshow]
- «Naughty Girl» [Junior's Naughty Marathon Mix]
- «Naughty Girl» [Love to Infinity DMC Mix]
- «Naughty Girl» [The Popstar Club Anthem]
- «Naughty Girl» [Dr. Octavo Kobra Mix]
- «Naughty Girl» [Dr. Octavo Crew Magic Lamp Mix]
- «Naughty Girl» [Dr. Octavo Crew Pharaoh Mix]
- «Naughty Girl» [Dr. Octavo Desert Mix]
- «Naughty Girl» [Eric Sermon Remix] (con Redman)